# Schönwald (Brandenburg)
Schönwald is een gemeente in de Duitse deelstaat Brandenburg, gelegen in het Landkreis Dahme-Spreewald.
Schönwald telt 1.176 inwoners.